# ゴールコンダ

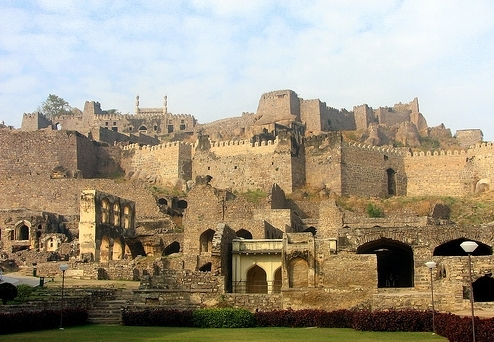
ゴールコンダ城

ゴールコンダ（英語：Golconda, テルグ語：గోల్కొండ）は、南インドのテランガーナ州ハイダラーバード県の都市。旧市街地でもある。都市名は「羊飼いの丘」を意味する。
かつてはゴールコンダ王国の首都として栄え、16世紀末に近郊のハイダラーバードへと遷都された。現在ではゴールコンダ城を中心とした市街地は廃墟となっている。
また、この都市近郊のゴルコンダ鉱山から多数の有名な宝石が採掘されており、コーヒ・ヌール、ダリヤーイェ・ヌール、ホープ・ダイヤモンドなどの宝石が産出されている。18世紀にブラジルなどの鉱山でダイヤモンドが産出されるまで、ゴルコンダ鉱山は唯一の主要鉱山であった。マハラジャらが産出された石を加工させ、宗教的意味や権威の象徴として使用、ムガル帝国時代にクンダン技法などの加工技法も成立し、意匠が多様になり、ムガル帝国崩壊後はこれら宝飾品などの多くが散逸した。

## 歴史

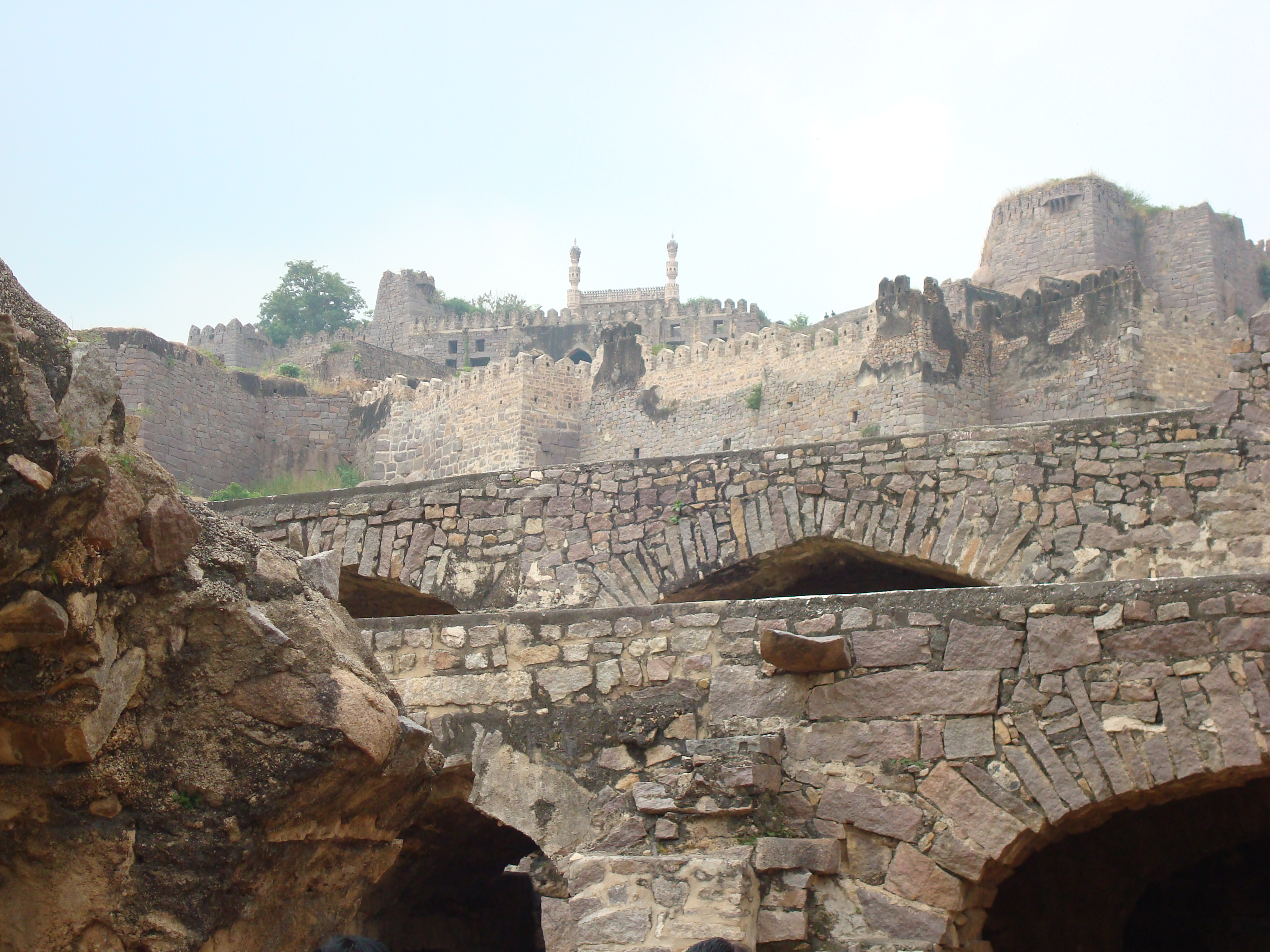
ゴールコンダ城

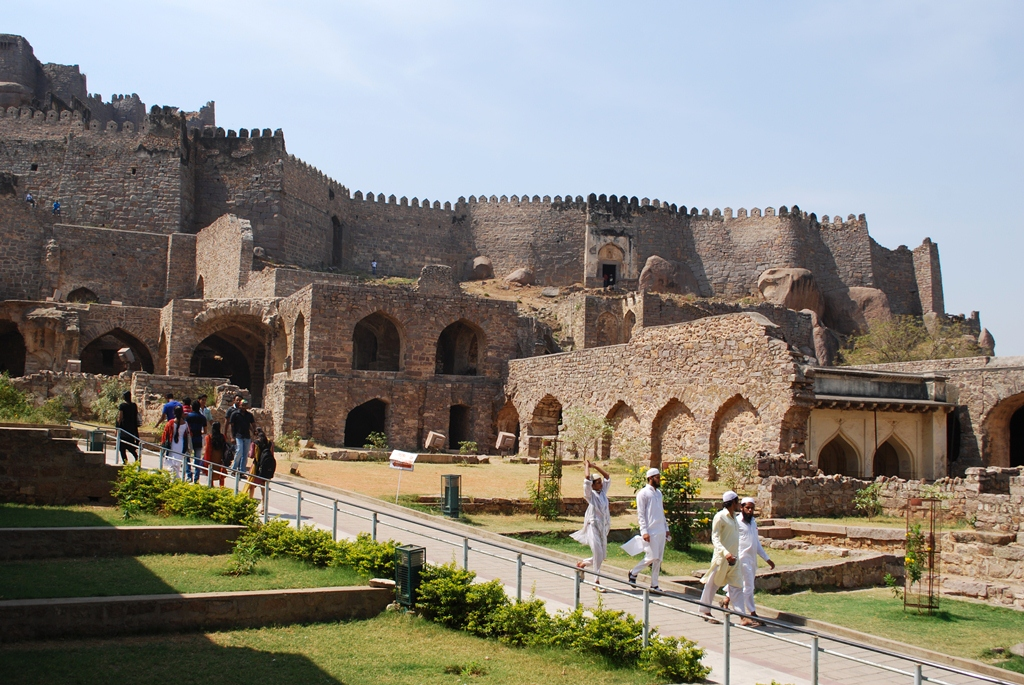
ゴールコンダ城に訪れる観光客

13世紀、ゴールコンダはデカン地方南東部を支配したカーカティーヤ朝の支配下にあったが、1323年にトゥグルク朝に滅ぼされ、1347年に同王朝から独立したバフマニー朝の支配下にはいった。
1518年、テランガーナー太守のスルターン・クトゥブ・クリー・シャーはバフマニー朝から独立し、ゴールコンダを首都にゴールコンダ王国を建国した。ゴールコンダ城は強化・増築されてゆき、都市は王都となったことで発展した。歴代の王の王墓もまた、ゴールコンダ城近郊に建造された。
1589年、ゴールコンダ王ムハンマド・クリー・クトゥブ・シャーはゴールコンダ近郊のハイダラーバードに遷都を決め、1591年にその地へと遷都した。
だが、ダイヤモンド山地であるゴールコンダはゴールコンダ王国に莫大な富を供給し、デカン・スルターン朝の中でも最も王国は富裕であり、海外にまでその名声は響いた。また、王らは普段はハイダラーバードの宮殿で暮らしたが、戦時にはゴールコンダへと逃げて籠城した。
1687年、ムガル帝国のアウラングゼーブはゴールンコダを包囲し（ゴールコンダ包囲戦）、数ヶ月に及ぶ攻防戦ののちにゴールコンダ城は陥落し、王国は滅亡した。
ゴールコンダはムガル帝国軍に徹底的に破壊されたためにその市街地は廃墟となり、1724年にニザーム王国が建国されたのちも復興されることはなく、現在はゴールコンダ城を中心に歴史的な遺産として保存されている。